# Lilium wardii
Lilium wardii (em chinês:卓巴百合) é uma espécie de planta com flor, pertencente à família Liliaceae.
É uma planta nativa do Tibete e é encontrada a uma altitude entre 2 000 e 3 000 metros